# Wacław Kryński (poseł)
Wacław Kryński herbu Przeginia (ur. 4 grudnia 1879, zm. 11 stycznia 1924 w Warszawie) – polski architekt, polityk, wydawca i redaktor, poseł na Sejm I kadencji w II RP z ramienia Związku Ludowo-Narodowego.

## Biografia
Z wykształcenia był architektem. W 1913 był redaktorem naczelnym Głosu Lubelskiego (od numeru 8). W 1918 w Piotrogrodzie założył tygodnik Wieści z Polski, którego był wydawcą i redaktorem naczelnym. Po I wojnie światowej osiadł w Warszawie, gdzie pracował jako redaktor w Gazecie Warszawskiej. Brał udział w pracach przed niedoszłym plebiscytem na Wileńszczyźnie.
W 1922 wziął udział w wyborach do Sejmu z listy Chrześcijańskiego Związku Jedności Narodowej w okręgu Łuków, w wyniku których zdobył mandat poselski. Zmarł 11 stycznia 1924 po dłuższej chorobie, do śmierci pozostając posłem.